# Rudtjärnen (Skellefteå stad, Västerbotten)
Rudtjärnen är en sjö i Skellefteå kommun i Västerbotten och ingår i Kågeälven-Skellefteälvens kustområde. Sjön har en area på 0,0294 kvadratkilometer och ligger 8,2 meter över havet.

## Delavrinningsområde
Rudtjärnen ingår i det delavrinningsområde (718857-175938) som SMHI kallar för Rinner mot Hålfjärden. Medelhöjden är 11 meter över havet och ytan är 4,77 kvadratkilometer. Det finns inga avrinningsområden uppströms utan avrinningsområdet är högsta punkten. Avrinningsområdets utflöde mynnar i havet, utan att ha någon enskild mynningsplats. Avrinningsområdet består mestadels av skog (82 procent). Avrinningsområdet har 0,36 kvadratkilometer vattenytor vilket ger det en sjöprocent på 12 procent. Bebyggelsen i området täcker en yta av 0,06 kvadratkilometer eller 2 procent av avrinningsområdet.